# رابرت دتویلر
 رابرت دتویلر (انگلیسی: Robert Detweiler؛ زاده ۲۰ ژوئیه ۱۹۳۰ درگذشته ۸ دسامبر ۲۰۰۳) یک ریاضی‌دان، و فیزیک‌دان اهل انگلستان-ایالات متحده آمریکا بود.